# Онисим Суассонский
Онисим (ум. 361) — епископ Суассонский. День памяти — 13 мая.
Святой Онисим (Onesimus) стоял во главе епархии Суассона, Франция, вскоре после её создания. Он стал епископом после святых Криспина и Криспиниана, почитающихся святыми покровителями епархии.